# Ipomoea linosepala
Ipomoea linosepala ist eine Pflanzenart aus der Gattung der Prunkwinden (Ipomoea) aus der Familie der Windengewächse (Convolvulaceae). Die Art ist in Afrika verbreitet.

## Beschreibung
Ipomoea linosepala ist eine aufrecht wachsende, von der Basis stark verzweigte, ausdauernde, krautige Pflanze, die eine verdickte, spindelförmige, holzige Wurzel als Überdauerungsorgan bildet. Die Zweige werden bis zu 1,5 m lang und sind wie die Laubblätter dicht mit langen, abstehenden, gelblichen Trichomen behaart. Die Blattstiele erreichen eine Länge von bis zu 5 mm. Die Blattspreite ist 1,5 bis 5 cm lang, 2,2 bis 3 cm breit, eiförmig und wird mehr oder weniger umgekehrt lanzettlich bis umgekehrt eiförmig. An der Spitze sind die Blätter kurzspitzig oder stumpf, an der Basis stumpf bis fast spitz.
Die Blüten stehen einzeln in den Achseln der oberen Laubblätter. Die Blütenstiele sind 5 bis 15 mm lang und dicht beehrt. Die Tragblätter sind linealisch-pfriemförmig und bis zu 14 mm lang, sie sind dicht behaart und stehen direkt unterhalb der Blüte. Die Kelchblätter sind im unteren Bereich linealisch-lanzettlich, nach oben werden sie linealisch pfriemförmig. Sie werden bis zu 18 mm lang und sind ähnlich den jungen Sprossen dicht bewimpert. Die Krone ist trichterförmig-glockenförmig, pink bis creme-weißlich mit einem purpurnen Zentrum. Sie werden 2 bis 3,5 mm lang, der obere Teil der Mittelachse der Kronblätter ist behaart.
Die Früchte sind nahezu kugelförmige Kapseln, sie enthalten schwärzliche, fein behaarte Samen.

## Verbreitung
Die Art kommt von Nigeria bis Tansania und im südlichen tropischen Afrika vor. Sie wächst im Waldland und Bergwäldern in Höhen zwischen 1280 und 1550 m.

## Systematik
Man kann fünf Unterarten unterscheiden:
- Ipomoea linosepala subsp. alpina (Rendle) Lejoly & Lisowski: Sie kommt von Nigeria bis Tansania und dem südlichen tropischen Afrika vor.[1]
- Ipomoea linosepala subsp. auroargentea Duvigneaud & Dewit.: Sie kommt nur in der Demokratischen Republik Kongo vor.[1]
- Ipomoea linosepala subsp. kundelungensis Lejoly & Lisowski: Sie kommt nur in der Demokratischen Republik Kongo vor.[1]
- Ipomoea linosepala subsp. linosepala: Sie kommt von der südlichen Demokratischen Republik Kongo bis ins südliche tropische Afrika vor.[1]
- Ipomoea linosepala subsp. upembensis Lejoly & Lisowski: Sie kommt nur in der Demokratischen Republik Kongo vor.[1]